# برترند مدسن
برترند مدسن (انگلیسی: Bertrand Madsen؛ زاده ۱۸ مهٔ ۱۹۷۲) یک تنیس‌باز اهل هائیتی است.